# ʿĒ
Cette page contient des caractères spéciaux ou non latins. S’ils s’affichent mal (▯, ?, etc.), consultez la page d’aide Unicode.
ʿĒ (ܥ) est la 16e lettre de l'alphabet syriaque.
Ses caractères Unicode sont 02BF, 0112 et 0725.